# Hosford (Florida)
Hosford es un lugar designado por el censo ubicado en el condado de Liberty en el estado estadounidense de Florida. En el Censo de 2010 tenía una población de 650 habitantes y una densidad poblacional de 50,48 personas por km².

## Geografía
Hosford se encuentra ubicado en las coordenadas 30°23′42″N 84°48′13″O / 30.39500, -84.80361. Según la Oficina del Censo de los Estados Unidos, Hosford tiene una superficie total de 12.88 km², de la cual 12.88 km² corresponden a tierra firme y (0%) 0 km² es agua.

## Demografía
Según el censo de 2010, había 650 personas residiendo en Hosford. La densidad de población era de 50,48 hab./km². De los 650 habitantes, Hosford estaba compuesto por el 95.54% blancos, el 1.69% eran afroamericanos, el 0.31% eran amerindios, el 0.62% eran asiáticos, el 0% eran isleños del Pacífico, el 0.62% eran de otras razas y el 1.23% pertenecían a dos o más razas. Del total de la población el 2% eran hispanos o latinos de cualquier raza.